# Арчі Панджабі
Арчі Панджабі (англ. Archie Panjabi; нар. 31 травня 1972, Лондон, Велика Британія) — англійська акторка.

## Життєпис
Арчі Панджабі народилася в Лондоні, Велика Британія в родині Падми та Говінда Панджабі: іммігрантів з Індії. У 1970-х батько акторки відкрив ресторан у Лондоні, а мати почала працювати вчителькою для дітей з особливими потребами.
Частину життя провела в Мумбаї, де навчалася в школі Черчгейт та Наріман Поінт. Здобула ступінь бакалавра з менеджменту у 1996 в Університеті Брунеля, а у 2011 — ступінь почесного доктора літератури у тому ж навчальному закладі. Акторка брала участь як запрошена артистка престижної програми Гарвардського університету.

## Кар'єра
У 1999 зіграла роль другого плану у британському незалежному фільмі «Схід є Схід». Стрічка отримала кілька номінацій та нагород у тому числі Премію БАФТА у кіно. Наступною значною роботою стала роль у британсько-німецькій комедії «Грай, як Бекхем». Першою роботою у голлівудському кіно стала оскароносна стрічка «Відданий садівник» 2005 року. 
У 2006 році акторка отримала роль другого плану у романтичній комедії Рідлі Скотта «Хороший рік», в якому головні ролі виконували Рассел Кроу та Маріон Котіяр.
У 2007 Арчі зіграла разом з Анджеліною Джолі в адоптації мемуарів французької журналістки під назвою «Сильне серце». Події фільму відбувались у 2002 році. Акторка виконала роль журналістки, яку було викрадено в Карачі, Пакистан.
У 2009 отримала роль в американському серіалі «Гарна дружина», яка принесла у 2010 нагороду «Еммі» за найкращу роль другого плану в драматичному телесеріалі.
У 2014 акторка виконала роль у фільмі Майка Кегілла «Я — початок». 
У 2016 році вийшов фільм-катастрофа «Розлом Сан-Андреас», в якому Арчі зіграла другорядну роль.

## Особисте життя
У 1998 вступила у шлюб за домовленістю з Раджешем Ніхалані (за професією кравець, який працює за індивідуальними замовленнями).

## Фільмографія
| Рік       |    | Українська назва                             | Оригінальна назва                     | Роль                                                              |
| --------- | -- | -------------------------------------------- | ------------------------------------- | ----------------------------------------------------------------- |
| 2023      | с  | Перехоплений рейс                            | Hijack                                | Захра Гафур                                                       |
| 2016—2018 | с  | Сліпа зона                                   | Blindspot                             | Нес Кемаль (20 епізодів)                                          |
| 2018      | с  | Найближчий родич                             | Next of Kin                           | доктор Мона Аркур (Mona Harcourt / 6 епізодів)                    |
| 2017      | тф | Суперечки                                    | Controversy                           | Джордан Прайс                                                     |
| 2017      | с  | Булл                                         | Bull                                  | Арті Кендер                                                       |
| 2017      | с  | Кінь БоДжек                                  | BoJack Horseman                       | Тільда Медісон (голос)                                            |
| 2016      | тф | Суд присяжних                                | The Jury                              | Кім                                                               |
| 2016      | с  | Могутні мавпи (мінісеріал)                   | Power Monkeys                         | Прія (6 епізодів)                                                 |
| 2016      | с  | Шетленд                                      | Shetland                              | Аша Ізрані (5 епізодів)                                           |
| 2015      | с  | Бруклін 9-9                                  | Brooklyn Nine-Nine                    | лейтенант Сінгх                                                   |
| 2015      | ф  | Розлом Сан-Андреас                           | San Andreas                           | Серена Джонсон                                                    |
| 2009—2015 | с  | Гарна дружина                                | The Good Wife                         | Калінда Шарма (134 епізоди)                                       |
| 2013—2014 | с  | Занепад                                      | The Fall                              | Рід Сміт (9 епізодів)                                             |
| 2014      | с  | Вдівець (мінісеріал)                         | The Widower                           | Сімон Банарджі                                                    |
| 2014      | ф  | Я — початок                                  | I Origins                             | Прія Варма                                                        |
| 2008—2013 | мс | Листоноша Пет: Спеціальна служба доставлення | Postman Pat: Special Delivery Service | Міра Бейнс, Ніша Бейнс, Арчі Пенджабі (голоси, 18 епізодів)       |
| 2003—2013 | мс | Листоноша Пет                                | Postman Pat                           | Міра Бейнс, Ніша Бейнс, Кеті Поттедж та інші голоси (58 епізодів) |
| 2010      | кф |                                              | The Happiness Salesman                | Карен                                                             |
| 2010      | ф  | Невірний                                     | The Infidel                           | Саамійя Насир                                                     |
| 2009      | кф |                                              | Be Good                               | співробітниця притулку для тварин                                 |
| 2009      | с  | Секретарки                                   | Personal Affairs                      | Джейн Лессер (5 епізодів)                                         |
| 2009      | вг |                                              | Dead Space: Extraction                | Карен (Кетрін) Говел / додаткові голоси                           |
| 2009      | ф  | Шпигун(и)                                    | Espion(s)/ Spy(ies)                   | Анна                                                              |
| 2008      | кф | Мій світ                                     | My World                              | учителька                                                         |
| 2008      | ф  | Зрадник                                      | Traitor                               | Чандра Доукін                                                     |
| 2007      | кф | Любовний трикутник                           | Love Triangle                         | подруга (голос)                                                   |
| 2007      | с  | Мовчазний свідок                             | Silent Witness                        | Аміта Джоші                                                       |
| 2007      | ф  | Сильне серце                                 | A Mighty Heart                        | Асра Номані                                                       |
| 2007      | ф  | Я ніколи не буду твоєю                       | I Could Never Be Your Woman           | дівчина на кастингу                                               |
| 2006—2007 | с  | Життя на Марсі                               | Life on Mars                          | Мая Рой                                                           |
| 2007      | ф  | Уроки польоту                                | Lezioni di volo / Flying Lessons      | Шарміла                                                           |
| 2006      | ф  | Хороший рік                                  | A Good Year                           | Гемма                                                             |
| 2005      | тф | Дуже товариський секретар                    | A Very Social Secretary               | Ешлі                                                              |
| 2005      | ф  | Відданий садівник                            | The Constant Gardener                 | Гіта Пірсон                                                       |
| 2005      | ф  | Хромофобія                                   | Chromophobia                          | Саріта                                                            |
| 2003—2004 | с  | Мавпи-механіки                               | Grease Monkeys                        | Ріта Діллон (20 епізодів)                                         |
| 2004      | ф  | Ясмін                                        | Yasmin                                | Ясмін Хуссейні                                                    |
| 2004      | с  | Море душ                                     | Sea of Souls                          | Меган Шарма (6 епізодів)                                          |
| 2003      | ф  |                                              | Cross My Heart                        | Самі                                                              |
| 2003      | с  | Кентерберійські оповідання (мінісеріал)      | Canterbury Tales                      | Клер                                                              |
| 2003      | ф  | Код 46                                       | Code 46                               | контролерка                                                       |
| 2003      | тф | Остання вимога                               | Final Demand                          | Фаріда                                                            |
| 2003      | тф | Це маленьке життя                            | This Little Life                      | Ніала                                                             |
| 2002      | кф |                                              | Black Nor White                       | Санґіта                                                           |
| 2002      | с  | Самотні голоси                               | Single Voices                         | Ніта                                                              |
| 2002      | кф | Шлюб за домовленістю                         | Arranged Marriage                     | Шаші                                                              |
| 2002      | с  | Білі зуби                                    | White Teeth (мінісеріал)              | Алсана (4 серії)                                                  |
| 2002      | с  | Моя родина                                   | Моя родина                            | My Family / асистентка дантиста                                   |
| 2002      | тф | Жорстка любов                                | Tough Love                            | Чандра (містер Джонс)                                             |
| 2002      | с  | Голбі Сіті                                   | Holby City                            | Алі Саффрон                                                       |
| 2002      | с  |                                              | The Secret                            | наглядовий офіцер Наді                                            |
| 2002      | ф  | Грай, як Бекхем                              | Bend It Like Beckham                  | Пінкі Бхамра                                                      |
| 2001      | тф |                                              | Ivor the Invisible                    | Лейла (голос)                                                     |
| 2001      | кф |                                              | Delilah                               | доросла Пім                                                       |
| 2001      | с  | Чисто англійське вбивство (1984—2010)        | The Bill                              | Шаназ Азад / Шаназ Арад                                           |
| 2001      | с  |                                              | Murder in Mind                        | Джилл Еванс, депутатка Європейського парламенту                   |
| 2001      | с  |                                              | A Mind to Kill                        | Ламіса Хан                                                        |
| 2000      | с  | Створення світу                              | In the Beginning (мінісеріал)         | Бася Шехтер (Basya Schechter), лідерка гурту (Pharaoh's Daughter) |
| 2000      | с  |                                              | Brand Spanking New Show               | різні ролі                                                        |
| 1999      | ф  | Схід є Схід                                  | East Is East                          | Міна Хан                                                          |
| 1998      | кф |                                              | Escape to Somerset                    | Саміна                                                            |
| 1997      | с  | Батько                                       | Dad                                   |                                                                   |
| 1996      | с  | Тонка блакитна лінія                         | The Thin Blue Line                    | Назія Мінц-Хабіб                                                  |
| 1995      | тф | Під місяцем                                  | Under the Moon                        | Хіна                                                              |
| 1995      | кф |                                              | Bideshi                               | Джойоті                                                           |
| 1994      | с  |                                              | Siren Spirits (мінісеріал)            | Джойоті                                                           |
| 1993      | с  | Лондон горить                                | London's Burning                      | Ясмін                                                             |